# Kōtarō Ōmori
Kōtarō Ōmori (japanisch 大森 晃太郎 Ōmori Kōtarō; * 28. April 1992 in Osaka) ist ein japanischer Fußballspieler.

## Karriere
Ōmori erlernte das Fußballspielen in der Jugendmannschaft von Gamba Osaka. Seinen ersten Vertrag unterschrieb er 2011 bei Gamba Osaka. Der Verein spielte in der höchsten Liga des Landes, der J1 League. Am Ende der Saison 2012 stieg der Verein in die J2 League ab. 2013 wurde er mit dem Verein Meister der J2 League und stieg wieder in die J1 League auf. 2014 gewann er mit dem Verein den J1 League, J.League Cup und Kaiserpokal. 2015 gewann er mit dem Verein den Kaiserpokal. Für den Verein absolvierte er 100 Ligaspiele. 2017 wechselte er zum Ligakonkurrenten Vissel Kobe. Für den Verein absolvierte er 26 Erstligaspiele. 2018 wechselte er zum Ligakonkurrenten FC Tokyo. Für den Verein absolvierte er 57 Erstligaspiele. 2020 wechselte er zum Zweitligisten Júbilo Iwata. Ende 2021 feierte er mit Júbilo die Meisterschaft der zweiten Liga und den Aufstieg in die erste Liga. Nach nur einer Saison in der ersten Liga musste er am Ende der Saison 2022 als Tabellenletzter wieder den Weg in die zweite Liga antreten. 2023 gelang ihm mit dem Verein als Vizemeister der zweiten Liga der direkte Wiederaufstieg in die erste Liga. Nach 108 Ligaspielen wechselte er im Januar 2024 nach Thailand. Hier unterschrieb er in Pak Kret einen Leihvertrag beim Erstligisten Muangthong United. Mit Muangthong stand er am 16. Juni 2024 im Finale des Thai League Cup. Hier verlor man mit 1:0 gegen den Erstligisten BG Pathum United FC. Nach acht Ligaspielen wurde sein Leihvertrag bei Muangthong nicht verlängert und er kehrte im Sommer 2024 nach Japan zurück. Zwei Monate später wechselte er per Ausleihe zum Drittligisten Kamatamare Sanuki.

## Erfolge
Gamba Osaka
- Japanischer Meister 2014
- Japanischer Ligapokalsieger 2014
- Japanischer Pokalsieger: 2014, 2015
- Japanischer Supercupsieger: 2015

Júbilo Iwata
- Japanischer Zweitligameister: 2021
- Japanischer Zweitligavizemeister: 2023

Muangthong United
- Thailändischer Ligapokalfinalist: 2023/24